# Marcatge per afinitat amb codificació isotòpica
El Marcatge per afinitat amb codificació isotòpica és un mètode de quantificació proteòmica basat en la utilització de sondes químiques conegudes com a ICAT. Aquestes sondes consisteixen en 3 parts funcionals principals: un grup reactiu capaç de marcar específicament la cadena lateral de determinats aminoàcids (p. e. s'utilitzen grups reactius de tipus iodoacetamida per al marcatge dels residus de cisteïna), una regió espaiadora amb codificació isotòpica, i una etiqueta de revelat (p. e. biotina) per a l'aïllament per afinitat de les proteïnes o els pèptids marcats. Per a la comparació quantitativa de dos proteomes, la primera mostra es marca amb una sonda amb isòtops lleugers (p. e. ¹H), mentre que per al marcatge de la segona mostra s'utilitza una sonda equivalent però amb isòtops pesats (p. e. ²H). La presència d'aquests isòtops provoca una diferència de massa en les sondes utilitzades que posteriorment permet distingir els pèptids provinents d'una i altra mostra. Per minimitzar els errors quantitatius, ambdues mostres, un cop marcades, es combinen, es digereixen amb una proteasa (p. e. tripsina) i se sotmeten a una cromatografia d'afinitat per aïllar els pèptids marcats amb les sondes pertinents. Finalment, els pèptids s'analitzen per cromatografia líquida acoblada a espectrometria de masses (LC-MS) i s'utilitza la relació entre les intensitats del senyal de cada parella de pèptids per a la quantificació relativa de les proteïnes presents en les dues mostres d'interès.